# Goblinek
Goblinek (Mormopterus) – rodzaj ssaków z podrodziny molosów (Molossinae) w obrębie rodziny molosowatych (Molossidae).

## Rozmieszczenie geograficzne
Rodzaj obejmuje gatunki występujące na Madagaskarze, Reunionie, południowo-wschodniej Azji i zachodniej Ameryce Południowej.

## Morfologia
Długość ciała (bez ogona) 40–70 mm, długość ogona 20–50 mm, długość ucha 8–18 mm, długość tylnej stopy 5–7 mm, długość przedramienia 28–43 mm; masa ciała 3–17 g.

## Systematyka
Rodzaj zdefiniował w 1865 roku niemiecki zoolog Wilhelm Peters w artykule poświęconym systematyce nietoperzy opublikowanym na łamach Monatsberichte der Königlichen Preussische Akademie des Wissenschaften zu Berlin. Gatunkiem typowym jest (oznaczenie monotypowe) goblinek pomarszczony (M. jugularis).

### Etymologia
- Mormopterus: gr. μορμώ mormō ‘straszydło, goblin’; -πτερος -pteros ‘-skrzydły’, od πτερον pteron ‘skrzydło’[8].
- Neomops: gr. νεος neos ‘nowy’; rodzaj Mops Lesson, 1842 (mops)‘nowy’[9][2]. Gatunek typowy (oryginalne oznaczenie): †Tadarida faustoi Paula Couto, 1956.
- Hydromops: gr. ὑδρο- hudro- ‘wodny-’, od ὑδωρ hudōr, ὑδατος hudatos ‘woda’; rodzaj Mops Lesson, 1842 (mops)[10][2]. Gatunek typowy (oryginalne oznaczenie): †Nyctinomus helveticus Revilliod, 1920.

### Podział systematyczny
Do rodzaju należą następujące występujące współcześnie gatunki:
- Mormopterus jugularis (W.C.H. Peters, 1865) – goblinek pomarszczony
- Mormopterus francoismoutoui S.M. Goodman, van Vuuren, F. Ratrimomanarivo, Probst & Bowie, 2008 – goblinek reunioński
- Mormopterus acetabulosus (Hermann, 1804) – goblinek maskareński
- Mormopterus doriae Andersen, 1907 – goblinek sumatrzański
- Mormopterus minutus (G.S. Miller, 1899) – goblinek malutki
- Mormopterus kalinowskii (O. Thomas, 1893) – goblinek Kalinowskiego
- Mormopterus phrudus Handley, 1956 – goblinek inkaski

Opisano również gatunki wymarłe:
- Mormopterus barrancae Czaplewski, 2010[13] (Argentyna; miocen)
- Mormopterus colombiensis Czaplewski, 1997[14] (Kolumbia; miocen)
- Mormopterus faustoi (Paula Couto, 1956)[15] (Brazylia; pliocen)
- Mormopterus helveticus (Revilliod, 1920)[16] (Szwajcaria; miocen)
- Mormopterus kalorhinus Rachl, 1983[17] (Niemcy; miocen)
- Mormopterus nonghenensis Legendre, Rich, Vickers-Rich, Knox, Punyaprasiddhi, Trümpy, Wahlert & Napawongse Newman, 1988[18] (Tajlandia; miocen)
- Mormopterus riversleighensis Hand, Archer & Godthelp, 1997[19] (Australia; miocen)
- Mormopterus stehlini (Revilliod, 1920)[20] (Francja; miocen)